# Bobby Boswell
Robert Allen "Bobby" Boswell (Austin, 15 maart 1983) is een Amerikaans voormalig voetballer die bij voorkeur als verdediger speelde. Hij speelde tussen 2005 en 2018 voor DC United, Houston Dynamo en Atlanta United. Tussen 2006 en 2007 speelde hij drie interlands voor het Voetbalelftal van de Verenigde Staten

## Clubcarrière
Boswell begon zijn carrière bij DC United en ontving door de blessure van Bryan Namoff al snel een basisplaats. In zijn eerste seizoen speelde hij in zevenentwintig competitiewedstrijden waarin hij drie doelpunten maakte. Boswell behield zijn basisplaats in 2006 en won met DC United de MLS Supporters' Shield. Boswell was daarnaast lid van de MLS All-Star selectie die het opnam tegen het Engelse Chelsea. Hij speelde de volle negentig minuten in de met 1-0 gewonnen wedstrijd. Ook werd hij in 2006 benoemd tot 'MLS Defender of the Year', een prijs voor de beste verdediger in een MLS seizoen.
Aan het einde van het seizoen in 2007 werd Boswell naar Houston Dynamo gestuurd inruil voor Zach Wells. Ook bij Houston kende hij vrijwel direct succes. Hij werd onder andere 'Defender of the Year' en 'MVP' van de club. Na 2008 vertrok Boswell naar Europa, op zoek naar een club. Hij stond op het punt te tekenen bij het Turkse Antalyaspor maar tekende uiteindelijk een vierjarige contractverlenging bij Houston Dynamo. Op 12 december 2013 werd hij door DC United gekozen in de 'MLS Re-Entry Draft 2013'. Daar maakte hij op 2 april 2014 tegen Chivas USA zijn debuut. In 2017 maakte hij de overstap naar Atlanta United. In februari 2018 stopte hij met voetballen.

## Interlandcarrière
In januari van 2006 nam Boswell voor het eerst deel aan een trainingskamp van de Verenigde Staten. Op 19 februari 2006 maakte hij tegen Guatemala zijn debuut voor de Verenigde Staten. Hierna speelde hij nog twee interlands.